# 薛永辉
薛永辉（1911年—1997年），原名张其楠，江苏无锡洛社镇新开河人。1926年加入中国共产主义青年团，1927年“四一二事件”后被捕，后取保候审，10月加入中国共产党。1937年再度被捕，后因第二次国共合作而获释。无锡被日本军攻占后辗转至延安，入抗日军政大学第四期。曾任中共苏西县委书记兼新四军太湖游击纵队司令员，人称“薛司令”，被日军与和平建国军通缉称“太湖司令”。中华人民共和国首任无锡县县长。电视剧《激战江南》薛宏辉原型人物。